# Dicranomyia (Neolimnobia) tricincta
Dicranomyia (Neolimnobia) tricincta is een tweevleugelige uit de familie steltmuggen (Limoniidae). De soort komt voor in het Neotropisch gebied.